# Aphanipathes sarothamnoides
Aphanipathes sarothamnoides är en korallart som beskrevs av Brook 1889. Aphanipathes sarothamnoides ingår i släktet Aphanipathes och familjen Aphanipathidae. Inga underarter finns listade i Catalogue of Life.